# حرب العبيد الأولى

حرب العبيد الأولى (135-132 ق.م) كانت انتفاضة غير ناجحة للعبيد ضد الرومان في جزيرة صقلية في إنا. قادها إيونوس (يونس السوري) وهو عبد سابق ادعى أنه نبي، و «كليون» القيلقيلي وهو قائده العسكري. بعد بعض المعارك البسيطة التي فاز بها على العبيد وصل جيش أكبر من روما إلى الجزيرة وهزم المتمردين.

## أصول الحركة
بعد ابعاد القرطاجيين بعد الحرب بونيقية ثانية، كان هناك تغيرات عظيمة في أملاك الأراضي في الصقلية.